# كيفن بيتسي
كيفن بيتسي (بالفرنسية: Kevin Betsy)‏ هو لاعب كرة قدم سيشلي، ولد في 20 مارس 1978 في ووكينغ في المملكة المتحدة. شارك مع منتخب سيشل لكرة القدم. أما مع النوادي، فقد لعب مع أولدهام أثلتيك ونادي بارنسلي ونادي بريستول سيتي ونادي بورنموث ونادي ساوثيند يونايتد ونادي فولهام ونادي هارتلبول يونايتد ونادي والسول وويكمب وندررز ونادي وكينغ وهال سيتي ويوفل تاون.

## وصلات خارجية
- كيفن بيتسي على موقع الاتحاد الدولي (مؤرشف)  (الإنجليزية)
- كيفن بيتسي على موقع قاعدة بيانات كرة القدم.إي يو (الإنجليزية)
- كيفن بيتسي على موقع Soccerbase.com (لاعب) (الإنجليزية)
- كيفن بيتسي على موقع Soccerway.com (الإنجليزية)
- كيفن بيتسي على موقع عالم كرة القدم.نت (الإنجليزية)